# Кучерявка відігнута
Кучерявка відігнута (Atraphaxis replicata) — вид рослин з родини гречкових (Polygonaceae), поширений на південному сході Європи, у Західній і Середній Азії.

## Опис
Напівкущ 30–70 см заввишки. Квітки в пазушних пучках. Оцвітина з 4 листочків; внутрішні його листочки 7–8 мм завдовжки і 8–9 мм завширшки. Горішок плоскуватий. Коренева система стрижнева, розвинена. Стовбурець розгалужений і тонкий з прямими гілками з жовтувато- або червонувато-бурою розтрісканою корою. Листочки оцвітини рожеві, з білими краями або білі з рожевими жилками.
Цвіте і плодоносить у травні — липні.

## Поширення
Поширений в Україні, на півдні європейської Росії, Грузії, Вірменії, Азербайджані, Казахстані, Узбекистані, західному Сибіру.
В Україні вид зростає на сухих і бідних глинистих оголених еродованих кам'янистих схилах — Південний берег Криму, правий берег Сіверського Дінця (Луганщина).

## Загрози й охорона
Загрозами є висока стенотопність, реліктовий характер виду, руйнування екотопів через абразію, зсуви, ерозію та освоєння територій.
Занесений до Червоної книги Україні в статусі «Рідкісний». Охороняють в Карадазькому ПЗ.